# John Allen Muhammad
John Allen Muhammad; do 1987 John Allen Williams (ur. 31 grudnia 1960 w Nowym Orleanie, zm. 10 listopada 2009 w Wirginii) – amerykański morderca zwany Snajperem z Waszyngtonu.
Wraz z Lee Boydem Malvo w październiku 2002 roku zastrzelił dziesięć osób w okolicach Waszyngtonu. Za zaprzestanie morderstw żądali dziesięciu milionów dolarów. Muhammad i Malvo zostali aresztowani 24 października 2002, dzięki wskazówkom, jakie otrzymała policja i FBI od obywateli. Materiał dowodowy zgromadzony w toku postępowania pozwolił skazać Muhammada za jedno morderstwo. Skazany został na karę śmierci, a stracono go zastrzykiem z trucizną 10 listopada 2009 w więzieniu Greensville Correctional Center w Jarratt w stanie Wirginia o godzinie 3.11 czasu polskiego. Tuż przed egzekucją odmówił skorzystania z przysługującego mu prawa wygłoszenia oświadczenia (Final Words). Na ostatni posiłek spożył kurczaka z sosem i kawałek ciasta truskawkowego. 
Muhammad nigdy nie przyznał się do stawianych mu zarzutów. Jego obrońcy argumentowali, że był on niepoczytalny, bowiem cierpiał na zespół stresu pourazowego, wywołany przeżyciami z czasów wojny w Zatoce Perskiej.

## Ofiary "Snajperów z Waszyngtonu"
- James Martin (lat 55)
- James Buchanan (lat 39)
- Premkumar Walekar (lat 54)
- Sarah Ramos (lat 34)
- Lori Ann Lewis-Rivera (lat 25)
- Pascal Charlot (lat 72)
- Dean Harold Meyers (lat 53)
- Kenneth Bridges (lat 53)
- Linda Franklin (lat 47)
- Conrad Johnson (lat 35)